# Brzozówka (Nowy Dwór Mazowiecki)
Pour les articles homonymes, voir Brzozówka.
Brzozówka (prononciation : [bʐɔˈzufka]) est un village polonais de la gmina de Czosnów dans le powiat de Nowy Dwór Mazowiecki de la voïvodie de Mazovie dans le centre-est de la Pologne.
Il se situe à environ 7 kilomètres au sud-ouest de Czosnów (siège de la gmina), 10 kilomètres au sud de Nowy Dwór Mazowiecki (siège du powiat) et à 28 kilomètres au nord-ouest de Varsovie (capitale de la Pologne).
Le village compte approximativement une population de 200 habitants.

## Histoire
De 1975 à 1998, le village appartenait administrativement à la voïvodie de Varsovie.